# Prameny Labe
Prameny Labe (tjeckiska: Labská studánka) är en källa i Tjeckien. Den ligger i den norra delen av landet, 110 km nordost om huvudstaden Prag. Prameny Labe ligger 1 390 meter över havet.
Terrängen runt Prameny Labe är huvudsakligen kuperad. Prameny Labe ligger uppe på en höjd. Runt Prameny Labe är det glesbefolkat, med 14 invånare per kvadratkilometer. Närmaste större samhälle är Vrchlabí, 17,3 km söder om Prameny Labe. I omgivningarna runt Prameny Labe växer i huvudsak blandskog.